# Sismano
Sismano è una frazione del comune di Avigliano Umbro, in provincia di Terni.
Il piccolo borgo medievale si trova a 13 km da Todi e a 5 km da Avigliano, a un'altitudine di 433 m s.l.m. Il censimento Istat del 2001, ha rilevato 17 residenti nel centro storico, a fronte di una popolazione complessiva rilevata in 308 abitanti sull'intero territorio della frazione.

## Storia
Anticamente, il borgo era indicato con i nomi di Susmano, Sosmano e Submano, toponimi forse derivanti dalla gens Sisimia.
È sovrastato da una grande rocca fortificata con due torri semicircolari, le cui origini risalgono all'XI secolo.
Nel 1324, nei dintorni del castello si svolse una sanguinosa battaglia tra todini e perugini, con i loro alleati.
Nel 1340 la struttura fu ulteriormente fortificata e si trovò al centro di contese tra gli Atti ed i Chiaravalle, famiglie del tuderte che si combattevano per la supremazia.
Dal 1393 al 1500 si susseguirono vari eventi cruenti, a partire dalla decapitazione di Catalano Atti; nel 1462 era proprietà di Matteo di Chiaravalle; solo nel 1500 Alessandro VI risolse la diatriba in favore degli Atti, signori di Todi. Nel 1575 accadde un altro evento di sangue, con l'uccisione di Eleonora Atti da parte del marito Orso II Orsini.
Tra i proprietari del piccolo castello vi è stato, nel XIII secolo, Benedetto Caetani, futuro pontefice col nome di Bonifacio VIII (il papa che subì la vicenda dello schiaffo di Anagni).
Il 10 aprile del 1607, il castello e la circostante tenuta furono acquistati da Bartolomeo Corsini (1545-1613), esponente della famiglia fiorentina dei principi Corsini, che ne acquisì la signoria insieme a quelle di Casigliano e Civitella. Nel 1629, tutti e tre i borghi furono eretti a marchesato da papa Urbano VIII: primo marchese ne fu Filippo Corsini (1578-1636). Tra i marchesi di Sismano troviamo inoltre Bartolomeo Corsini (1622-1685) padre di Lorenzo, futuro papa Clemente XII, pontefice dal 1730 al 1740. Nel Settecento (durante il pontificato di Clemente XII) il politico e diplomatico Bartolomeo Corsini (1683-1752) divenne primo Principe di Sismano.

## Monumenti e luoghi d'arte
- Castello, con due torri semicircolari e due porte ad arco;
- Chiesa della Madonna delle Grazie;
- Chiesa di Sant'Andrea Corsini (1302-1374), canonizzato nel 1629. La chiesa ospita tele attribuite ad Andrea Polinori.
- Chiesa dedicata al culto di Sant'Eurosia, in località Civitella.

## Galleria d'immagini

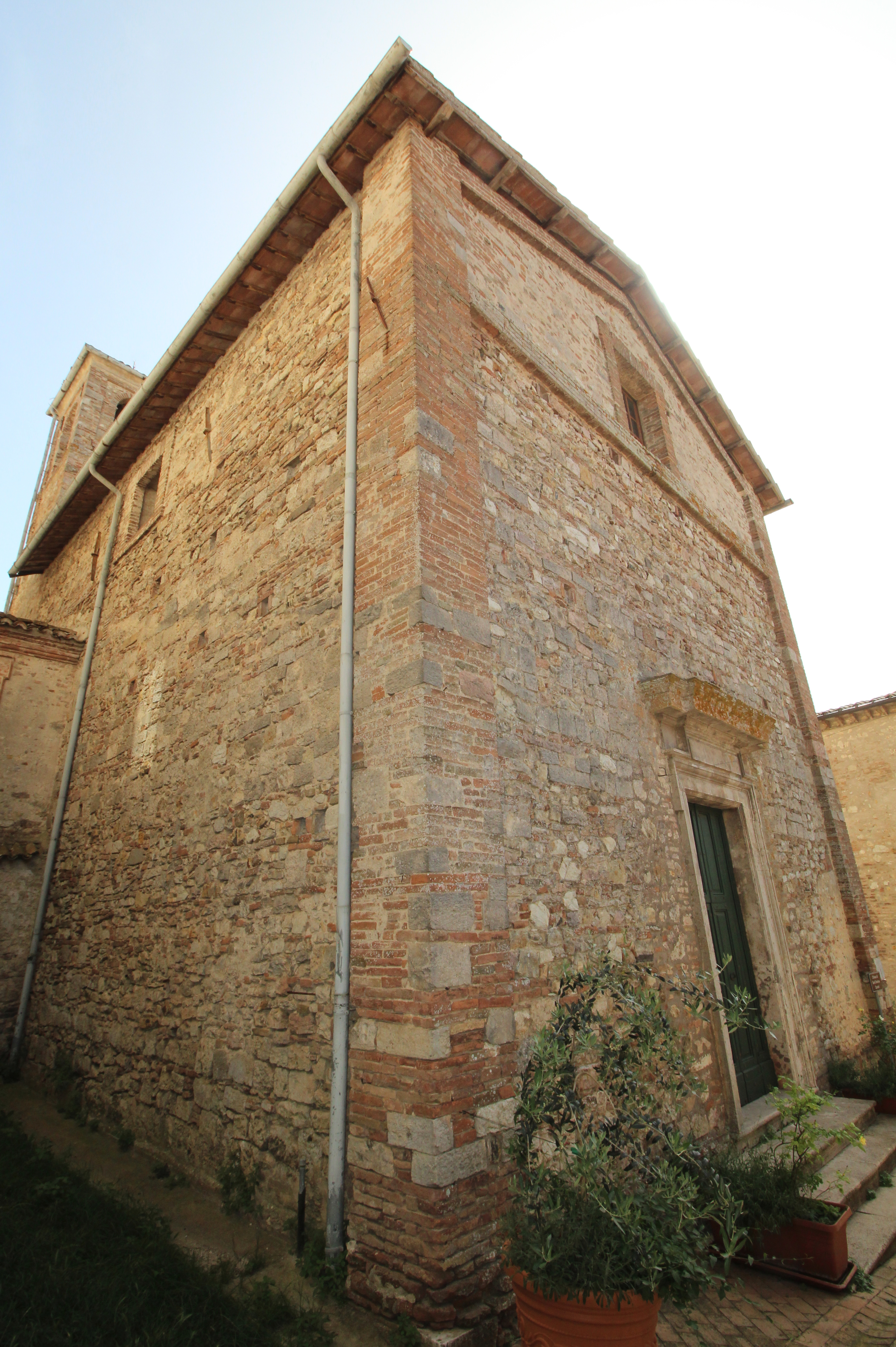
La chiesa di Sant'Andrea Corsini
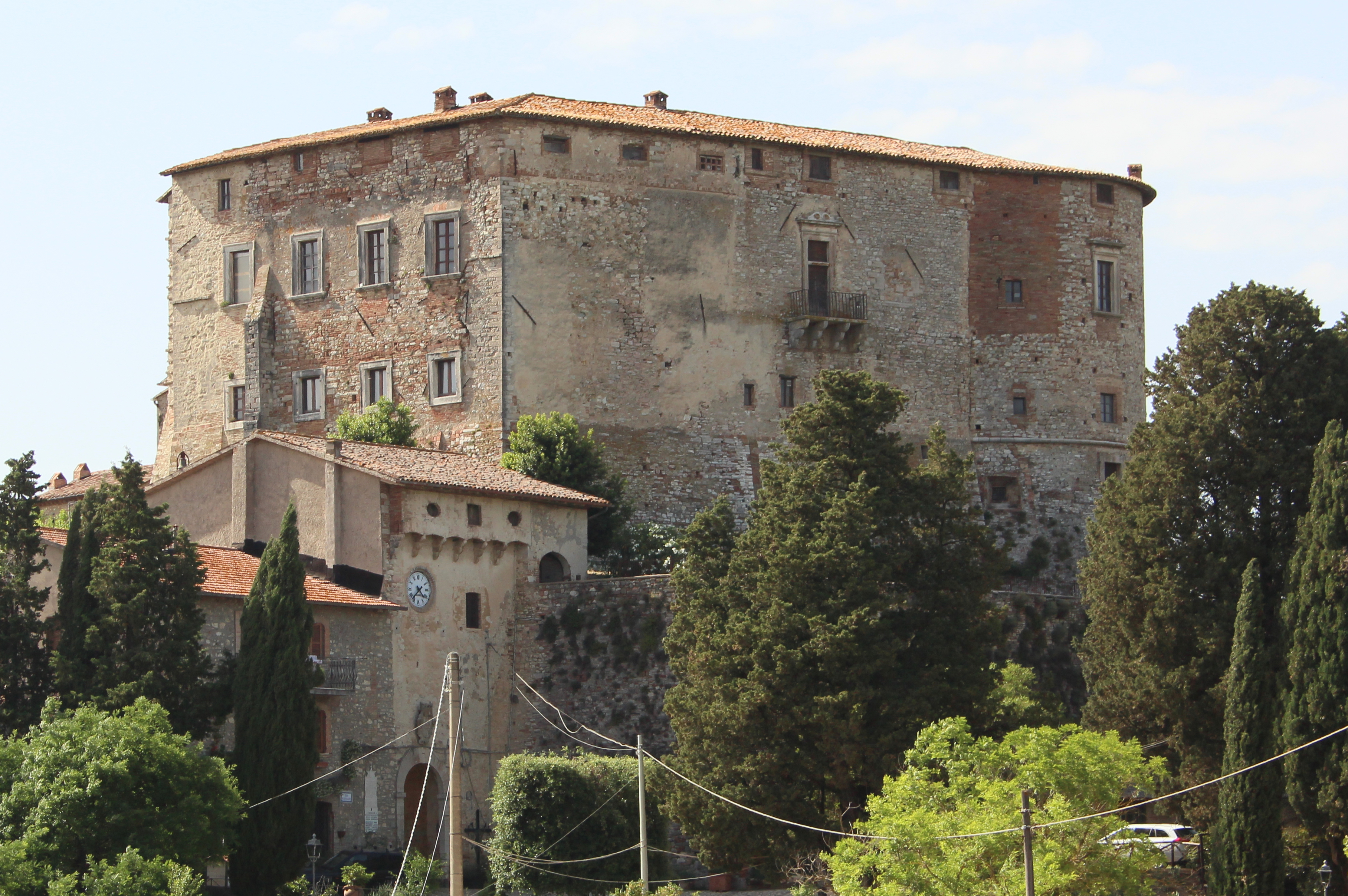
Il castello
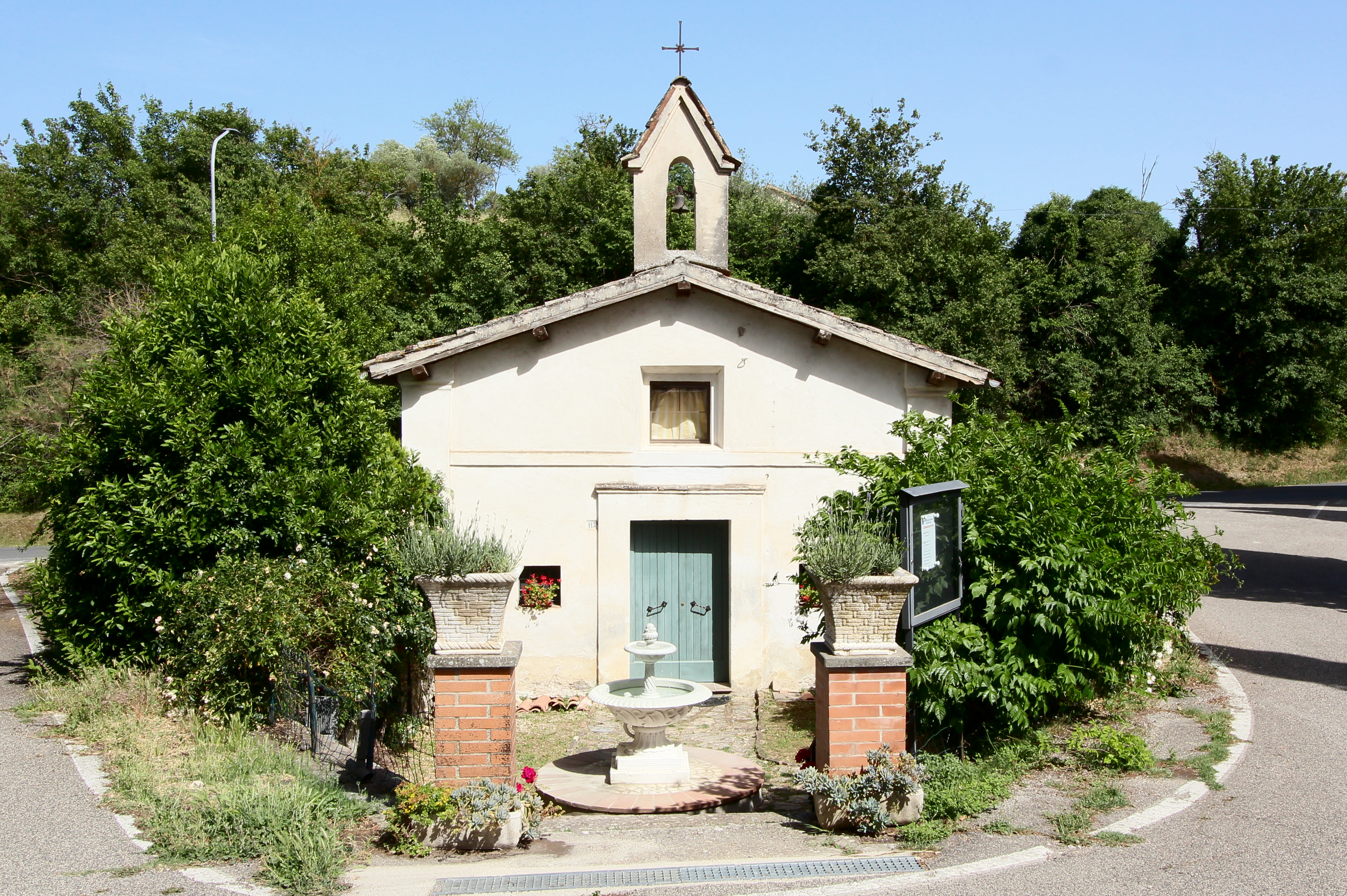
Madonna delle Grazie